# Juan Domingo Brown
Juan Domingo Brown, noto anche come Juan Dodds Brown (21 giugno 1888 – Mármol, 16 settembre 1931), è stato un calciatore argentino, di ruolo difensore.

## Biografia
Aveva origini scozzesi. I suoi cugini Alfredo, Carlos, Ernesto, Jorge ed Eliseo furono tutti suoi compagni di squadra sia nell'Alumni che nella nazionale argentina; gli altri due fratelli Diego e Tomás furono invece compagni di squadra degli altri cinque fratelli e di Juan Domingo a livello di club senza però mai giocare in nazionale.

## Palmarès

### Club

#### Competizioni nazionali
- Copa Campeonato: 6

Alumni: 1905, 1906, 1907, 1909, 1910, 1911
- Copa de Competencia Jockey Club: 3

Alumni: 1907, 1908, 1909
- Copa de Honor Municipalidad de Buenos Aires: 2

Alumni: 1905, 1906

#### Competizioni internazionali
- Copa de Honor Cousenier: 1

Alumni: 1906
- Tie Cup: 4

Alumni: 1906, 1907, 1908, 1909